# Tom Ricketts

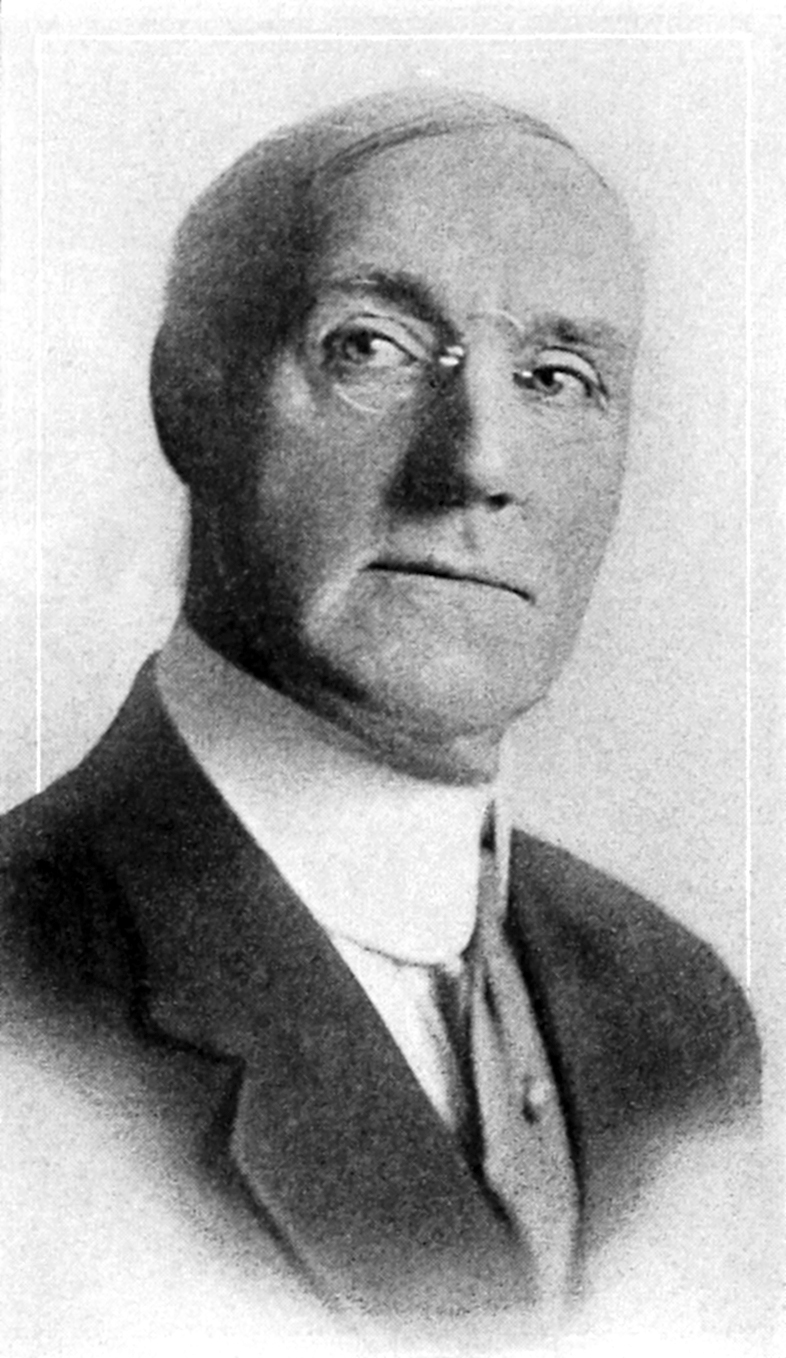
Tom Ricketts (1914)

Thomas „Tom“ B. Ricketts (* 15. Januar 1853 in London; † 20. Januar 1939 in Hollywood, Kalifornien) war ein britischer Schauspieler, Filmregisseur und Drehbuchautor, der zwischen 1908 und seinem Todesjahr in unterschiedlicher Funktion an über 400 Filmen mitwirkte.

## Leben und Karriere
Der gebürtige Londoner Ricketts zog im Alter von 17 Jahren in die Vereinigten Staaten und war zunächst Maler, ehe er Theaterschauspieler wurde. Auf amerikanischen Bühnen profilierte er sich vor allem in den Werken Shakespeares. Am Broadway wirkte er zwischen 1889 und 1905 mehrfach in verschiedenen Funktionen als Schauspieler, Regisseur und Autor.
Seinen ersten nachgewiesenen Filmauftritt hatte Ricketts im Jahr 1908 in der Hauptrolle des Scrooge in A Christmas Carol, der ersten amerikanischen Filmversion des Dickens-Klassikers. In den 1910er-Jahren arbeitete er hauptsächlich als Filmregisseur und inszenierte zwischen 1909 und 1919 nachweislich 179 Stummfilme. Er war bei zeitweise bei der Nestor Film Company, wo er rund ein Drama in der Woche abgefilmt haben soll. Ebenfalls fungierte er als Drehbuchautor an rund 20 Produktionen. Einen seiner größten Erfolge als Filmemacher hatte er 1914 mit dem Filmdrama Damaged Goods mit Richard Bennett in der Hauptrolle, welches das Thema sexuell übertragbarer Krankheiten behandelte. Ricketts zeigte sich auch für einen der ersten Filme verantwortlich, die im damals überschaubaren Ort Hollywood gedreht wurden, und förderte die Karriere mehrerer Stummfilmstars wie J. Warren Kerrigan, Ethel Clayton und Bryant Washburn.
In den 1920er- und 1930er-Jahren arbeitete Ricketts ausschließlich als Filmschauspieler in Charakterrollen. Insbesondere nach Beginn des Tonfilms Ende der 1920er-Jahre fielen viele seiner Rollen klein aus. Wohl auch aufgrund seiner britischen Herkunft spielte er in Filmen wie Dünner Mann, 2. Fall (1936) oder Gauner mit Herz (1938) das Rollenfach des Butlers. In dem Musicalfilm-Klassiker Ich tanz’ mich in dein Herz hinein ist er in der Eingangsszene als tatteriger Kellner neben Fred Astaire zu sehen. So wurde Ricketts auch oft allgemeiner für hochbetagte, etwas hinfällig wirkende alte Männer besetzt, was wohl auch dem Umstand geschuldet war, dass er gegen Ende seines Lebens mit Mitte Achtzig – in den 1930er-Jahren weit von einem selbstverständlichen Lebensalter – als der älteste arbeitende Schauspieler Hollywoods galt. Sein Schaffen als Schauspieler umfasst mindestens 220 Filme.
Seine letzte Rolle hatte er 1939 in dem Horrorfilm Frankensteins Sohn, der wenige Tage vor seinem Tod in die Kinos kam. Ricketts starb im Alter von 86 Jahren an einer Lungenentzündung, nachdem er die Woche zuvor trotz einer Erkältung das Filmstudio für eine Rolle aufgesucht hatte. Er war mit der Schauspielerin Josephine Ditt (* 1868) verheiratet, die im Oktober 1939 starb. Er wurde auf dem Hollywood Forever Cemetery in einem unmarkierten Grab beigesetzt.

## Filmografie (Auswahl)
Wenn nicht anders angegeben, als Schauspieler
- 1908: A Christmas Carol (Kurzfilm)
- 1909: The Tell-Tale Blotter (Kurzfilm)
- 1915: A Touch of Love (Regie)
- 1919: Girls
- 1919: Eine Zwangsehe (Please Get Married)
- 1920: Fräulein Liliput, das Reisespielzeug (The Willow Tree)
- 1920: The Great Lover
- 1923: Alice Adams
- 1923: An der Grenze des Gesetzes (Within the Law)
- 1924: Drei Frauen (Three Women)
- 1924: Die Frau, die die Männer bezaubert (Circe, the Enchantress)
- 1925: Die betrogene Frau (My Wife and I)
- 1926: Die Großfürstin und ihr Kellner (The Grand Duchess and the Waiter)
- 1927: Ein Gaunerparadies (Too Many Crooks)
- 1927: Fräulein – Bitte Anschluss! (Orchids and Ermine)
- 1927: Die Venus von Venedig (Venus of Venice)
- 1927: Bin ich ihr Typ? (Get Your Man)
- 1928: Erstens kommt es anders … (Just Married)
- 1928: Der Kriminalreporter von Chikago (Freedom of the Press)
- 1928: Einmal kommt der Tag (Doomsday)
- 1929: Bulldog Drummond
- 1930: Der König der Vagabunden (The Vagabond King)
- 1930: Du Barry, Woman of Passion
- 1931: Alle Griffe erlaubt (Sit Tight)
- 1931: East Lynne
- 1931: The Common Law
- 1932: Geh' und lieb' und leide! (Merrily We Go to Hell)
- 1932: Wenn ich eine Million hätte (If I Had a Million)
- 1932: Im Zeichen des Kreuzes (The Sign of the Cross)
- 1932: In einem anderen Land (A Farewell to Arms)
- 1933: Kavalkade (Cavalcade)
- 1933: Revolte im Zoo (Zoo in Budapest)
- 1933: Rendez-vous in Wien (Reunion in Vienna)
- 1933: The Power and the Glory
- 1933: Berkeley Square
- 1933: Der Unsichtbare (The Invisible Man)
- 1933: Ich bin Susanne (I Am Suzanne)
- 1934: Schrei der Gehetzten (Viva Villa!)
- 1934: Der Todesreiter (The Red Rider)
- 1934: Das Rätsel von Monte Christo (The Count of Monte Cristo)
- 1934: Millionäre bevorzugt (The Girl from Missouri)
- 1934: Abenteuer in Borneo (Pursued)
- 1934: Broadway Bill
- 1934: Heirate nie beim ersten Mal (Forsaking All Others)
- 1935: Kampf um Indien (Clive of India)
- 1935: Leise kommt das Glück zu Dir (Let’s Live Tonight)
- 1935: Goin’ to Town
- 1935: Fräulein Wirbelwind (Vagabond Lady)
- 1935: Seitensprung (Escapade)
- 1935: Ich tanz’ mich in dein Herz hinein (Top Hat)
- 1935: Flucht aus Paris (A Tale of Two Cities)
- 1936: Der kleine Lord (Little Lord Fauntleroy)
- 1936: Show Boat
- 1936: Gefährliche Fracht (Human Cargo)
- 1936: Tanzende Piraten (Dancing Pirate)
- 1936: Sing, Baby, Sing
- 1936: Dünner Mann, 2. Fall (After the Thin Man)
- 1936: Gold Diggers of 1937
- 1937: Im Kreuzverhör (Maid of Salem)
- 1937: … und ewig siegt die Liebe (History Is Made at Night)
- 1937: Der Mann mit dem Kuckuck (Personal Property)
- 1937: Ein Stern geht auf (A Star Is Born)
- 1937: Der Prinz und der Bettelknabe (The Prince and the Pauper)
- 1937: Sackgasse (Dead End)
- 1937: Mr. Dodd geht nach Hollywood (Stand-In)
- 1937: Denen ist nichts heilig (Nothing Sacred)
- 1938: Vier Mann – ein Schwur (Four Men and a Prayer)
- 1938: Gauner mit Herz (The Young in Heart)
- 1938: Mein Mann, der Cowboy (The Cowboy and the Lady)
- 1938: Zaza
- 1939: Frankensteins Sohn (Son of Frankenstein)